# Julien Lootens
Julien Lootens (Wevelgem, Flandes Occidental, 2 d'agost de 1876 - Brussel·les, 6 de setembre de 1942) va ser un ciclista belga. Era anomenat Samsó. La seva vida esportiva es desenvolupà durant els primers anys del segle xx, sense aconseguir cap victòria destacada.
Va prendre part en la primera edició del Tour de França de 1903, acabant en la 7a posició final.

## Palmarès
- 1903
  - 2n al Campionat de Bèlgica de ciclisme en ruta
  - 7è al Tour de França
- 1904
  - 10è a la París-Roubaix
- 1906
  - 3r al Campionat de Bèlgica de velocitat

### Resultats al Tour de França
- 1903. 7è de la classificació general
- 1904. Exclòs (1a etapa)[3]
- 1905. 20è de la classificació general
- 1906. Abandona (2a etapa)